# Федерація Південної Аравії

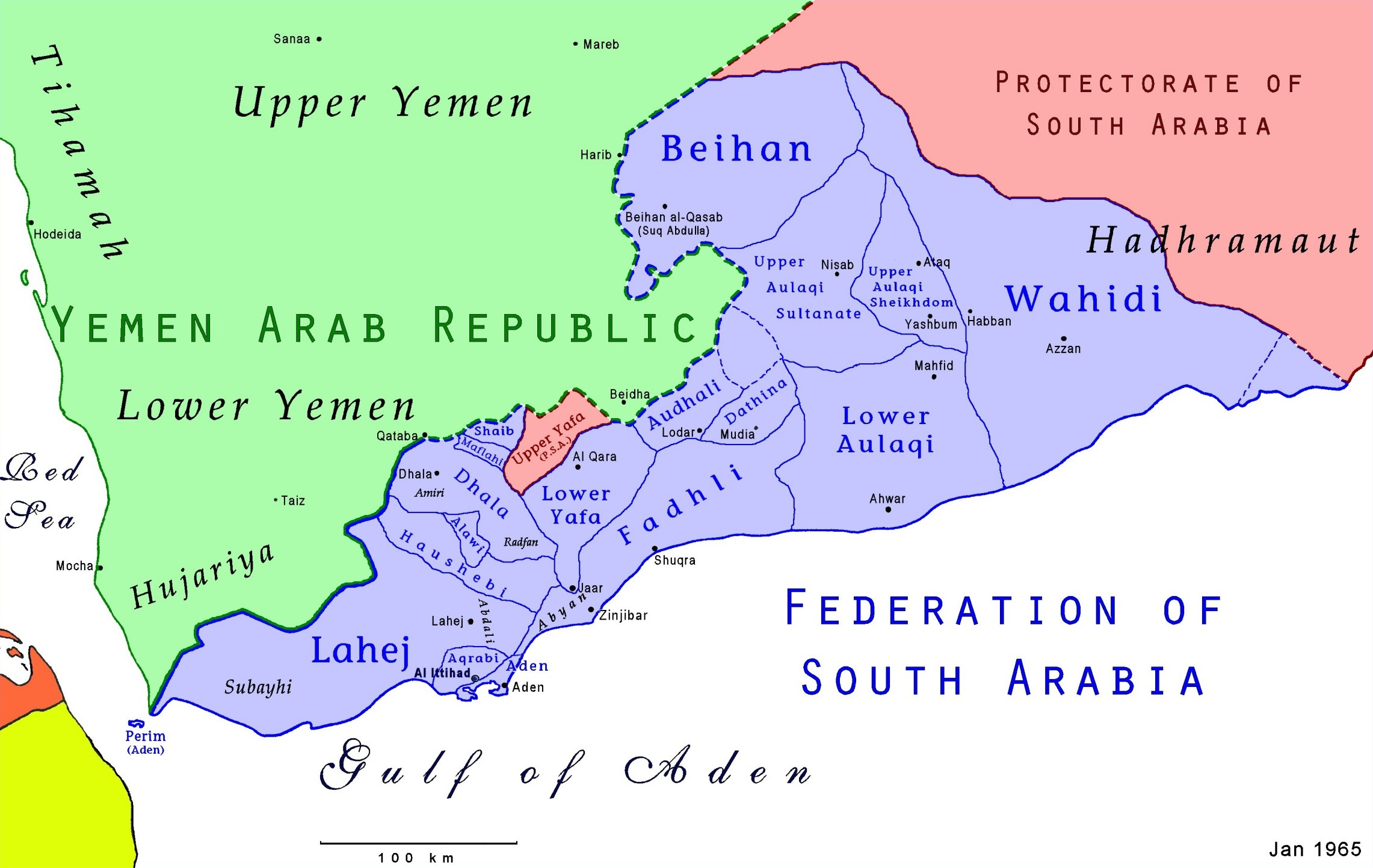
Карта Федерації та Протекторату Південної Аравії.

Федерація Південної Аравії (ФПА) (араб. اتحاد الجنوب العربي Ittiḥād al-Janūb al-‘Arabī, англ. Federation of South Arabia) — об'єднання удільних еміратів та султанатів півдня Аравійського півострова під протекторатом Великої Британії з 1962 по 1967.

## Історія
Підйом національно-визвольного руху після Другої світової війни у британських колоніях на Аравійському півострові, зокрема у колонії Аден змусив британців шукати нові форми і методи збереження свого панування в цьому регіоні.
До її складу спочатку увійшли 6, пізніше приєднались ще 10 султанатів Західного Аденського Протекторату, а також колонія Аден (1963), над якою Велика Британія зберігала повний суверенітет. У 1962 ФАЕП була перейменована у Федерацію Південної Аравії (ФПА).
Намагання Британії включити до її складу еміратів Східного Аденського Протекторату зустріли опір місцевого населення, який з 14 жовтня 1963 року переріс у справжнє повстання проти колоніальної політики Британії та ФПА та Східного Аденського Протекторату. Британія була вимушена визнати незалежність Адена та Аденських протекторатів.
30 листопада 1967 року на цих територіях була створена незалежна Народна Республіка Південного Ємену НРПЄ (з 30 листопада 1970 — Народна Демократична Республіка Ємен).

## Суб'єкти Федерації

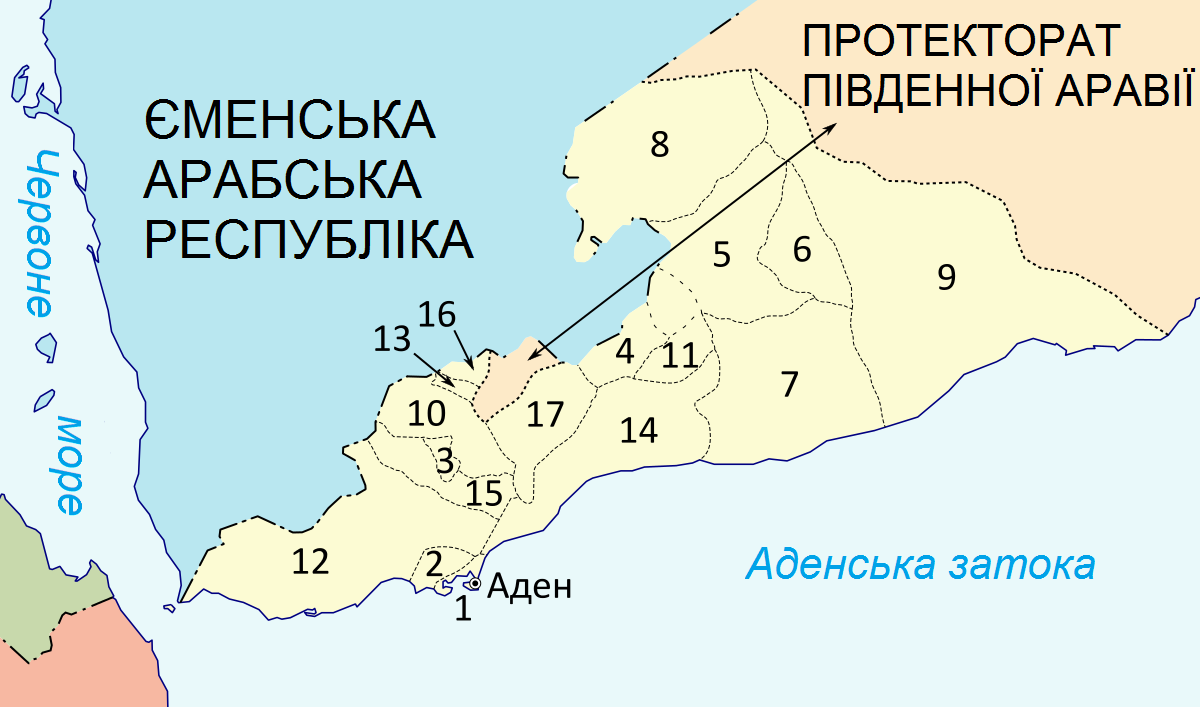
Суб'єкти федерації

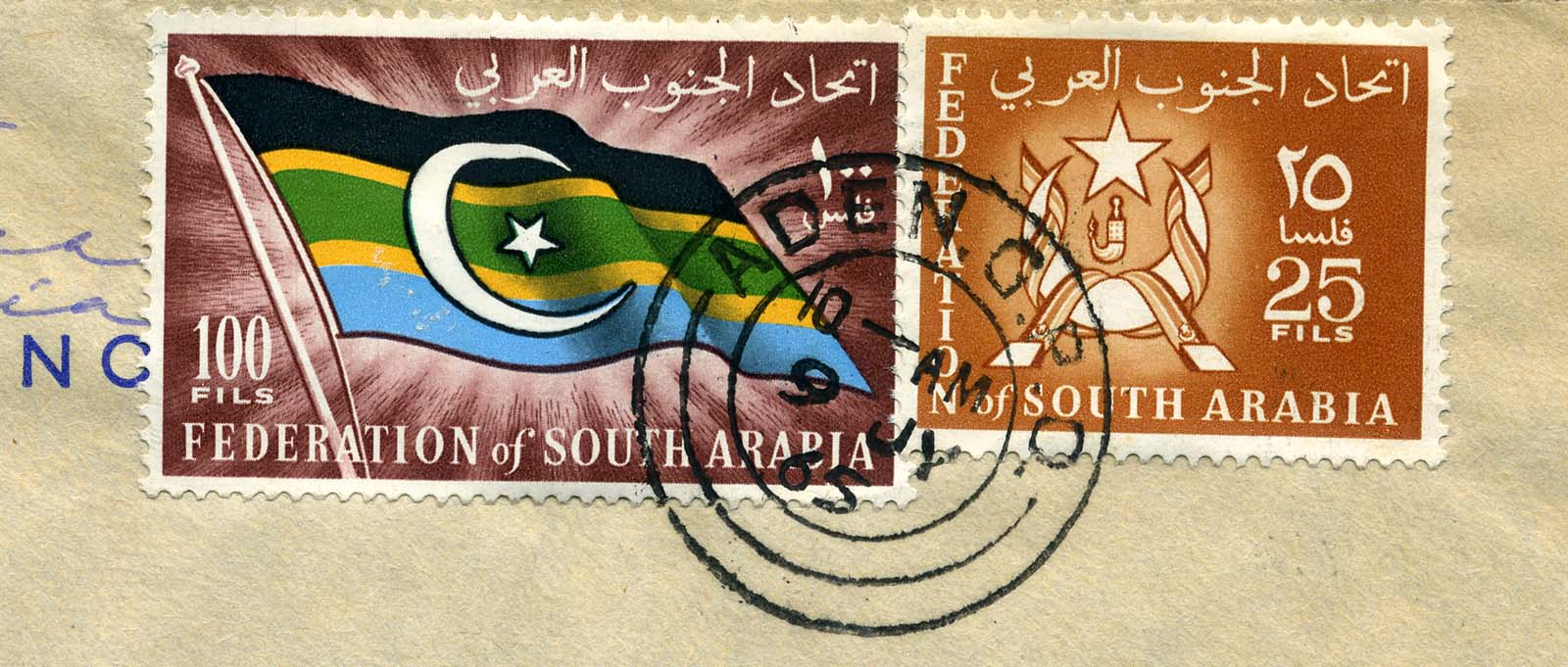
Поштові марки із зображення офіційного прапора та герба ФПА (1965)

1. Британська колонія Аден, перетворена в Штат Аден
2. Шейхство Акрабі
3. Шейхство Алаві
4. Султанат Аудхалі
5. Султанат Верхній Аулакі
6. Шейхство Верхній Аулакі
7. Султанат Нижній Аулакі
8. Емірат Бейхан
9. Султанат Вахіді
10. Емірат Далі
11. Шейхство Датина
12. Султанат Лахедж
13. Шейхство Мафлахі
14. Султанат Фадля
15. Султанат Хаушабі
16. Шейхство Шаїб
17. Султанат Нижня Яфа

## Грошова одиниця
Грошовою одиницею був шилінг Британської Східної Африки, а з 1965 року — динар Південного Ємену. Монети Федерації Південної Аравії датовані 1964 роком та містять підпис англ. «South Arabia» — 1, 5, 25 та 50 філсів.